# Koninklijk Instituut van Wetenschappen
Het Koninklijk Instituut van Wetenschappen (of Koninklijk Instituut) is een voormalig Nederlands instituut. Het werd in 1808 opgericht door Koning Lodewijk Napoleon en in 1851 weer opgeheven (tegelijk met de oprichting van de Koninklijke Nederlandse Academie der Wetenschappen).
Het Koninklijk Instituut kende leden, naar Frans model. Leden waren onder meer Rudolf Thorbecke, Albertus Brondgeest, Isaäc da Costa en Guillaume Groen van Prinsterer. Het Instituut werd van 1808 tot 1817 voorgezeten door Willem Bilderdijk en daarna door Samuel Iperusz. Wiselius. Een van de vroegste leden was Jan Arnold Bennet.